# G208国道
G208国道（G208こくどう/国道208線、G208線）は中華人民共和国内モンゴル自治区エレンホト市から山西省長治市を結ぶ全長990kmの中国の国道である。エレンホトより南に向かい、内モンゴル自治区、山西省の二つの省及び自治区を通る。簡称は二長線（にちょうせん）である。エレンホト口岸を通じてモンゴル国の道路と接続しており、エレンホトからウランチャブ市集寧区まではアジアハイウェイ3号線の一部となっている。エレンホトからウランチャブまでは集二線に、ウランチャブから大同市までは京包線に、大同から山陰県までは同蒲線に、代県陽明堡鎮から原平市までは京原線に、原平から太原市までは同蒲線に、沁県から襄垣県までは太焦線に沿っている。

## 里程表
| 省、自治区       | 地級市、盟     | 県、県級市、市轄区、旗 | 距離(km) | 注           |
| ---------------- | -------------- | ---------------------- | -------- | ------------ |
| 内モンゴル自治区 | シリンゴル盟   | エレンホト市           | 0        | G208国道起点 |
| 内モンゴル自治区 | シリンゴル盟   | ソニド右旗             | 114      |              |
| 内モンゴル自治区 | ウランチャブ市 | チャハル右翼後旗       | 285      |              |
| 内モンゴル自治区 | ウランチャブ市 | ウランチャブ市中心部   | 348      |              |
| 内モンゴル自治区 | ウランチャブ市 | チャハル右翼前旗       | 379      |              |
| 内モンゴル自治区 | ウランチャブ市 | 豊鎮市                 | 445      |              |
| 山西省           | 大同市         | 大同市中心部           | 490      |              |
| 山西省           | 朔州市         | 懐仁市                 | 532      |              |
| 山西省           | 朔州市         | 山陰県                 | 574      |              |
| 山西省           | 朔州市         | 代県陽明堡鎮           | 642      |              |
| 山西省           | 忻州市         | 原平市                 | 678      |              |
| 山西省           | 忻州市         | 忻府区                 | 711      |              |
| 山西省           | 太原市         | 陽曲県                 | 754      |              |
| 山西省           | 太原市         | 太原市中心部           | 775      |              |
| 山西省           | 太原市         | 小店区                 | 788      |              |
| 山西省           | 長治市         | 沁県                   | 907      |              |
| 山西省           | 長治市         | 長治市中心部           | 990      | G208国道終点 |

## 主な接続路線

### 内モンゴル自治区
- G110国道 - ウランチャブ市

### 山西省
- G109国道 - 大同市
- G108国道 - 忻州市代県陽明堡鎮から太原市まで重複
- G307国道 - 太原市
- G309国道 - 長治市
- G207国道（中国語版） - 長治市

## 註釈・参考資料
1. ↑  国家幹線公路査詢表
2. ↑  208国道（一起旅遊網）
3. ↑  公路主骨架（新華網）